# Anthracotarbus hintoni
Anthracotarbus, Anthracotarbidae
Famille
Genre
Espèce
Anthracotarbus est un genre éteint de Phalangiotarbida (araignées primitives), le seul de la famille également éteinte des Anthracotarbidae.
Le genre ne contient qu'une seule espèce : Anthracotarbus hintoni.

## Classification
L'espèce Anthracotarbus hintoni, le genre Anthracotarbus et la famille des Anthracotarbidae sont décrits par Erik Norman Kjellesvig-Waering en 1969,,,.

## Description
Cette espèce a été découverte en Oklahoma aux États-Unis. Elle date du Westphalien D du Pennsylvanien (Carbonifère supérieur), il y a 311,45 à 306,95 Ma (millions d'années) avant notre ère,.

### Publication originale
- [1969] (en) Erik Norman Kjellesvig-Waering, « A new phalangiotarbid (Arachnida) from the Pennsylvanian of Oklahoma. », Journal of Paleontology, vol. 43,‎ 1969, p. 1280–1282.